# 牆壕里社區
牆壕里社區是浙江省湖州市吳興區飛英街道下轄的一個社區，位於潘公橋東堍，東與學士路相鄰，南靠新華路，西鄰外環東路，北至龍溪港。占地面積0.5平方公裏，綠化率達到38%。社區內有住宅樓54幢，148個單元，1757套住房，人口5170人。